# Нікопольська вулиця (Київ)
Ні́копольська ву́лиця — вулиця в Голосіївському районі міста Києва, місцевість Деміївка. Пролягає від Деміївської вулиці до тупика.

## Історія
Вулиця виникла в першому десятилітті XX століття, мала назву Мишоловська (від с. Мишоловка на півдні Києва). Сучасна назва — з 1952 року. 
До середини 1970-х років вулиця пролягала від Васильківської вулиці (скорочена в зв'язку зі знесенням старої забудови).